# The Rescuers Down Under
The Rescuers Down Under és una pel·lícula d'aventures animada nord-americana de 1990 produïda per Walt Disney Feature Animation i estrenada per Walt Disney Pictures. És la seqüela del llargmetratge d'animació de Disney de 1977 Els rescatadors, que es basava en les novel·les de Margery Sharp A The Rescuers Down Under, Bernard i Bianca viatgen a l'Australian Outback per salvar un nen anomenat Cody d'un malvat caçador furtiu que vol capturar una àguila daurada en perill d'extinció per diners. Dirigida per Hendel Butoy i Mike Gabriel (en els seus debuts com a directors) a partir d'un guió de Jim Cox, Karey Kirkpatrick, Byron Simpson i Joe Ranft, la pel·lícula compta amb les veus de Bob Newhart, Eva Gabor (en el seu paper final), John Candy i George C. Scott.
A mitjan dècada de 1980, The Rescuers s'havia convertit en un dels llançaments d'animació més reeixits de Disney. Sota la nova direcció de Michael Eisner i Jeffrey Katzenberg, es va aprovar una seqüela de llargmetratge, convertint-la en la primera seqüela de pel·lícula d'animació estrenada en cinemes per l'estudi. Després de les seves funcions a Oliver i companyia (1988), els animadors Butoy i Gabriel van ser contractats per dirigir la seqüela. Els viatges de recerca a Austràlia van servir d'inspiració per als dissenys de fons. La pel·lícula també marcaria l'ús total del sistema de producció d'animació per ordinador (CAPS), convertint-se en el primer llargmetratge creat completament de manera digital. El programari va permetre als artistes pintar digitalment els dibuixos dels animadors i després compondre les cel·les digitals sobre l'art de fons escanejat.
The Rescuers Down Under es va estrenar als cinemes el 16 de novembre de 1990, amb crítiques positives, però es va convertir en un èxit de taquilla recaptant 47,4 milions de dòlars a tot el món, tot i que es va estrenar el mateix dia que Sol a casa (amb John Candy) i Rocky 5.